# Wahlkreis Berwick-upon-Tweed

Der Wahlkreis Berwick-upon-Tweed in der Grafschaft Northumberland

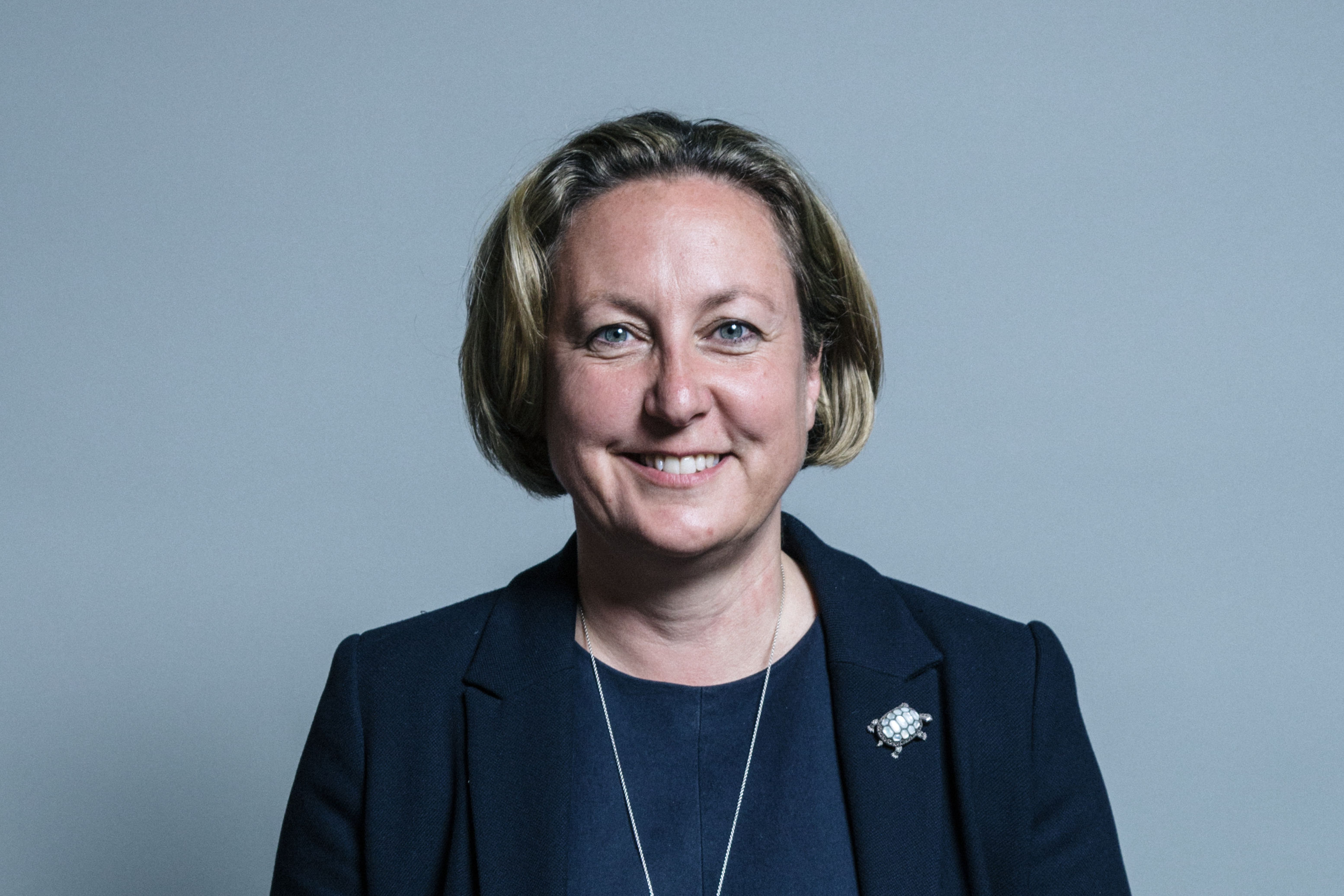
Anne-Marie Trevelyan ist die derzeitige Abgeordnete des Wahlkreises.

Berwick-upon-Tweed ist ein Wahlkreis für das britische Unterhaus. Er entsendet einen Abgeordneten ins Parlament.

## Grenzen
Der Wahlkreis befindet sich gänzlich in der Grafschaft Northumberland. Den nördlichsten Punkt bildet die namensgebende Stadt Berwick-upon-Tweed. Er erstreckt sich südlich bis zu den Ortschaften Alnwick und Amble. Im Osten wird er durch die Küste begrenzt.

## Abgeordnete
Der Wahlkreis entsendet seit seiner Einrichtung durch König Heinrich VIII. im Jahr 1512 Abgeordnete ins Parlament. Anfangs waren es zwei Abgeordnete, dies wurde 1885 auf einen Abgeordneten reduziert. Zu den Parlamentsmitgliedern vor 1885 zählten Dudley Marjoribanks, Gilbert Elliot-Murray-Kynynmound, John Vaughan, Peregrine Osborne, Thomas Norton, Charles Bennet, George Carpenter und William Barrington.
| Wahl            | Abgeordneter         | Partei           |
| --------------- | -------------------- | ---------------- |
| 1885            | Edward Grey          | Liberal          |
| 1916 (Nachwahl) | Francis Blake        | Conservative     |
| 1922            | Hilton Philipson     | National Liberal |
| 1923 (Nachwahl) | Mabel Philipson      | Conservative     |
| 1929            | Alfred Todd          | Conservative     |
| 1935            | Hugh Seely           | Liberal          |
| 1941 (Nachwahl) | George Grey          | Liberal          |
| 1944 (Nachwahl) | William Beveridge    | Liberal          |
| 1945            | Robert Thorp         | Conservative     |
| 1951            | Antony Lambton       | Conservative     |
| 1973 (Nachwahl) | Alan Beith           | Liberal          |
| 2015            | Anne-Marie Trevelyan | Conservative     |

## Wahlergebnisse
| Unterhauswahl 2017: Berwick-upon-Tweed | Unterhauswahl 2017: Berwick-upon-Tweed | Unterhauswahl 2017: Berwick-upon-Tweed | Unterhauswahl 2017: Berwick-upon-Tweed | Unterhauswahl 2017: Berwick-upon-Tweed |
| Partei                                 | Kandidat                               | Stimmen                                | %                                      | ±                                      |
| -------------------------------------- | -------------------------------------- | -------------------------------------- | -------------------------------------- | -------------------------------------- |
| Conservative                           | Anne-Marie Trevelyan                   | 22.145                                 | 52.5                                   | +11,4                                  |
| Labour                                 | Scott Dickinson                        | 10.364                                 | 24,6                                   | −7,8                                   |
| Liberal Democrats                      | Julie Pörksen                          | 8.916                                  | 21,1                                   | −7,8                                   |
| Green                                  | Thomas Stewart                         | 787                                    | 1,9                                    | −1,8                                   |
| Wahlbeteiligung                        | Wahlbeteiligung                        | 42.212                                 | 71,8                                   | +15,7                                  |

| Unterhauswahl 2015: Berwick-upon-Tweed | Unterhauswahl 2015: Berwick-upon-Tweed | Unterhauswahl 2015: Berwick-upon-Tweed | Unterhauswahl 2015: Berwick-upon-Tweed | Unterhauswahl 2015: Berwick-upon-Tweed |
| Partei                                 | Kandidat                               | Stimmen                                | %                                      | ±                                      |
| -------------------------------------- | -------------------------------------- | -------------------------------------- | -------------------------------------- | -------------------------------------- |
| Conservative                           | Anne-Marie Trevelyan                   | 16.603                                 | 41,1                                   | +4,4                                   |
| Liberal Democrats                      | Julie Pörksen                          | 11.689                                 | 28,9                                   | −14,8                                  |
| Labour                                 | Scott Dickinson                        | 6.042                                  | 14,9                                   | +1,8                                   |
| UKIP                                   | Nigel Coghill-Marshall                 | 4.513                                  | 11,2                                   | +7,9                                   |
| Green                                  | Rachael Roberts                        | 1.488                                  | 3,7                                    |                                        |
| English Democrats                      | Neil Humphrey                          | 88                                     | 0,2                                    |                                        |
| Wahlbeteiligung                        | Wahlbeteiligung                        | 40.423                                 | 69,6                                   | +2,6                                   |

| Unterhauswahl 2010: Berwick-upon-Tweed | Unterhauswahl 2010: Berwick-upon-Tweed | Unterhauswahl 2010: Berwick-upon-Tweed | Unterhauswahl 2010: Berwick-upon-Tweed | Unterhauswahl 2010: Berwick-upon-Tweed |
| Partei                                 | Kandidat                               | Stimmen                                | %                                      | ±                                      |
| -------------------------------------- | -------------------------------------- | -------------------------------------- | -------------------------------------- | -------------------------------------- |
| Liberal Democrats                      | Alan Beith                             | 16.806                                 | 43,7                                   | -8,9                                   |
| Conservative                           | Anne-Marie Trevelyan                   | 14.116                                 | 36,7                                   | +7,7                                   |
| Labour                                 | Alan Strickland                        | 5.061                                  | 13,2                                   | −5,2                                   |
| UKIP                                   | Mick Weatheritt                        | 1.243                                  | 3,2                                    |                                        |
| BNP                                    | Peter Mailer                           | 1.213                                  | 3,2                                    |                                        |
| Wahlbeteiligung                        | Wahlbeteiligung                        | 38.439                                 | 67,0                                   | +3,7                                   |